# Ninia psephota
Espèce
Synonymes
- Catostoma psephotum Cope, 1875
- Streptophorus oxynotus Werner, 1910
- Ninia cerroensis Taylor, 1954
- Ninia oxynota (Werner, 1910)

Statut de conservation UICN

 LC  : Préoccupation mineure
Ninia psephota  est une espèce de serpents de la famille des Dipsadidae.

## Répartition
Cette espèce se rencontre :
- au Costa Rica ;
- au Panama.

## Publication originale
- Cope, 1876 "1875" : On the Batrachia and Reptilia of Costa Rica : With notes on the herpetology and ichthyology of Nicaragua and Peru. Journal of the Academy of Natural Sciences of Philadelphia, sér. 2, vol. 8, p. 93–154 (texte intégral).